# 최취허
최취허(崔就墟, 1865년 ~ ?)는 일제강점기의 승려이다. 호는 연방두타(蓮邦頭陀), 법명은 상순(尙順)이다.

## 생애
일제 강점기 이전에 경기도 화성 용주사 승려였다는 점만 알려져 있다.
유교를 나라의 근간인으로 삼은 조선은 불교를 탄압하여 승려의 도성 출입이 금지되어 있었는데, 1895년에 이 조치가 해제되었을 때 일본인 승려 사노 젠레이(佐野前勵)에게 입성해금 감사장을 증정하면서 처음 모습을 드러냈다. 당시 일본은 강화도 조약 체결로 조선의 문호를 연 뒤 일본 불교를 조선에 진출시켰다. 이때 니치렌슈 승려인 사노의 건의를 계기로 입성해금 조치가 내려졌고, 최취허는 “자비스러운 큰 은혜”라며 공개적으로 감사를 표했다.
한일 병합 조약 체결 1년 뒤인 1911년 조선총독부는 사찰령을 시행해 조선 불교를 장악했다. 최취허는 이듬해 《조선불교월보》를 통해 이것이 “천황 폐화의 성덕”이라며 극도의 찬양 발언을 담은 글을 발표해 환영했다.
주요 활동 지역은 경상북도 지역이었다. 1913년 풍기군 명봉사의 주지로 있을 때 개교사(開敎師)로 추천을 받았고, 이후 예천군 포교당 포교사(1914년), 영주군 풍기면 비로사 주지(1915년), 문경 김룡사 상주 포교당 포교사, 대구 동화사 김천 포교당 포교사(1919년), 김룡사 의주 포교당 포교사(1934년)를 지냈다.
이렇게 포교 능력과 활동성을 인정 받은 최취허는 1930년대 들어 조선총독부가 일본의 국가의식 강조와 정신 지배 차원에서 종교계를 중심으로 전개한 심전개발 운동에 적극 찬동, 가담하였다. 1935년 심전개발 운동을 홍보하는 한시와 산문시를 지어 불교 잡지에 발표했고, 1937년 경북 영양군 등지를 순회하며 심전개발 강연을 행했다.
이때 이미 노령이었던 최취허는 1940년 김룡사 주지 진산식에 참석했다는 기록을 마지막으로 행적이 확인되지 않는다.
민족문제연구소가 친일인명사전 발간을 위해 정리하여 2008년 발표한 친일인명사전 수록예정자 명단 종교 부문에 선정되었다.

## 같이 보기
- 명봉사
- 비로사

## 참고자료
- 임혜봉 (2005년 3월 1일). 〈최취허 : 일제의 통치를 성덕명정(聖德明政)이라 찬탄한 승려〉. 《친일 승려 108인》. 서울: 청년사. 26~34쪽쪽. ISBN 9788972783848.